# 加藤千蔭
加藤 千蔭（かとう ちかげ、享保20年3月9日（1735年4月1日） - 文化5年9月2日（1808年10月21日））は、江戸時代中期から後期にかけての国学者・歌人・書家。父は加藤枝直。姓を橘氏とすることから、橘千蔭とも称する。通称は又左衛門。字は常世麿。号は芳宜園など。

## 概略
歌人で江戸町奉行の与力であった父・枝直の後を継ぎ、町奉行組与力勤方見習から公務につき1763年（宝暦13年）に町奉行吟味役となった。
1788年（天明8年）病気を理由に町奉行与力を辞すが、寛政の改革によって田沼意次の側用人在職中の勤務について譴責を受け閉門を命じられた。以降は学芸に専念した。
若くして諸芸を学んだが、特に当時枝直の地所の一角に家を構えていた賀茂真淵に国学を学び、県門の四天王と称された。
退隠後、師真淵の業を受け継ぎ、同じく真淵の弟子であった本居宣長の協力を得て『万葉集略解』を著した。これは『万葉集』の全歌について、学問的考証に拘泥せずに穏当で簡略な解説に努めた注釈書で、明治以降まで多くの読者を獲得した。
和歌では師真淵の万葉調になじます、伝統的な歌風に江戸の繁華な風俗を織り込んだ独自の作風を樹立、村田春海とともに歌会・文会を盛んに開き、江戸派の双璧と称された。千蔭の歌風は『古今和歌集』前後の時期の和歌を理想とした高調典雅なもので、江戸のみならず京坂の文人とも交渉を持った。家集『うけらが花』初編・2編がある。
また、書にも秀で、松花堂昭乗にならい和様書家として一家をなし、千蔭流として盛名を得た。仮名書の法帖を数多く出版している。しばしば、江戸琳派の絵師酒井抱一の作品に賛を寄せており、曲亭馬琴も千蔭から書を学んでいる。千蔭の書を「千蔭焼」と称して陶器に焼いたり、織物にして「千蔭緞子」と称したりして好事家によって収集された。
絵は、はじめ建部綾足に漢画を学んだが、その後大和絵風の絵画に転じた。
著名な門人に清原雄風、大石千引、岡田真澄、窪田清音がいる。
東京国立博物館には千蔭の木像（画像）と、肖像画（画像）が残る。上部の自賛から、没する前年の6月に描かれ、長谷川貞忠（詳細不明）と渡辺広輝（阿波藩御用絵師で住吉派の住吉広行の弟子）の作であることがわかる。
1808年（文化5年）、73才で死去。東京都墨田区両国2丁目の回向院に葬られた。墓碑は東京都の旧跡に指定されており、墓石の「橘千蔭之墓」の字は、生前に自ら書いたものと伝えられている。

## 千蔭流
和様の書の流派として明治期に人気があった。当時、貴族や上流階級の令嬢たちの和歌の師匠として人気のあった中島歌子が千蔭流の書を嗜んだことから、その門下生の樋口一葉も千蔭流の書を学んだ。

## 代表歌
今昔秀歌百撰 57番
- 照る月はあやしきものかかなしとも面白しとも人に見えつつ,うけらが花。選者：市川静夫（敦敦文化事業株式会社社主）